# Fudbalski klub Partizan 1955-1956
Questa voce raccoglie le informazioni riguardanti il Fudbalski klub Partizan nelle competizioni ufficiali della stagione 1955-1956.

## Avvenimenti
Il Partizan arriva al secondo posto nel torneo nazionale, dietro alla Stella Rossa.
In questa stagione il Partizan disputa la prima partita di Coppa dei Campioni, il 4 settembre del 1955 contro lo Sporting Lisbona: l'incontro finisce 3-3 all'andata, giocatasi a Lisbona, e 5-2 al ritorno in Jugoslavia. Ai quarti il Partizan affronta il Real Madrid: gli spagnoli infliggono un pesante 4-0 a Madrid ma subiscono un netto 3-0 a Belgrado.
Miloš Milutinović conquista il titolo di miglior marcatore della Coppa dei Campioni con 8 centri.

## Rosa
| N. |                       | Ruolo | Calciatore          |
| -- | --------------------- | ----- | ------------------- |
|    | Jugoslavia (bandiera) | P     | Milutin Šoškić      |
|    | Jugoslavia (bandiera) | P     | Slavko Stojanović   |
|    | Jugoslavia (bandiera) | D     | Bruno Belin         |
|    | Jugoslavia (bandiera) | D     | Ranko Borozan       |
|    | Jugoslavia (bandiera) | D     | Ratko Čolić         |
|    | Jugoslavia (bandiera) | D     | Antun Herceg        |
|    | Jugoslavia (bandiera) | D     | Fahrudin Jusufi     |
|    | Jugoslavia (bandiera) | D     | Čedomir Lazarević   |
|    | Jugoslavia (bandiera) | D     | Milorad Milutinović |
|    | Jugoslavia (bandiera) | C     | Miodrag Jovanović   |

| N. |                       | Ruolo | Calciatore           |  |
| -- | --------------------- | ----- | -------------------- |  |
|    | Jugoslavia (bandiera) | C     | Tomislav Kaloperović |  |
|    | Jugoslavia (bandiera) | C     | Bozidar Pajević      |  |
|    | Jugoslavia (bandiera) | C     | Branko Zebec         |  |
|    | Jugoslavia (bandiera) | A     | Stjepan Bobek        |  |
|    | Jugoslavia (bandiera) | A     | Stanoje Jocić        |  |
|    | Jugoslavia (bandiera) | A     | Branislav Mihajlović |  |
|    | Jugoslavia (bandiera) | A     | Prvoslav Mihajlović  |  |
|    | Jugoslavia (bandiera) | A     | Miloš Milutinović    |  |
|    | Jugoslavia (bandiera) | A     | Marko Valok          |  |